# 斉藤親
斉藤 親（さいとう ちかし、1950年9月2日 - ）は、日本の国土交通技官、土木技術者。仙台市助役や、国土交通省大臣官房技術審議官、JR東日本技術顧問、練馬区参与等を歴任した。

## 来歴・人物
1969年東京教育大学附属高等学校（現筑波大学附属高等学校）卒業。1973年東京工業大学工学部土木工学科卒業、建設省入省、中国地方建設局道路部道路計画課。1974年建設省計画局国際課海外協力官。1989年京都府土木建築部都市計画課長。1997年住宅・都市整備公団再開発改善部次長。2000年国土庁地方振興局地方都市整備課長。2001年仙台市助役。2003年8月 佐々木謙を後任として同職を辞職し同年 国土交通省都市・地域整備局街路課長。2005年国土交通省大臣官房技術審議官（都市・地域整備局担当）。2006年財団法人民間都市開発推進機構常務理事。2009年独立行政法人都市再生機構理事（西日本支社長）。2011年東日本旅客鉄道株式会社技術顧問。2014年練馬区参与。2020年瑞宝中綬章受章。